# 普雷图河畔圣贡萨洛
普雷图河畔圣贡萨洛是巴西米纳斯吉拉斯州的一个市镇。总面积313.218平方公里，总人口3124人，人口密度10人/平方公里。